# Lykos
Lykos (latinsky Lycus) je v řecké mytologii uváděn několikrát, dvakrát se jednalo o krále, dále šlo o jméno Kentaura a také je tímto jménem nazývána ponorná řeka ve Frygii.

## Lykos z Théb
V Thébách po smrti Labdaka se ujal vlády Nykteus, který měl krásnou dceru Antiopu, se kterou se proti otcově vůli oženil sikyónský král Epopeus. Nykteus s ním proto neúspěšně válčil a na smrtelné posteli žádal svého bratra Lyka, aby ho pomstil. Lykos uspořádal výpravu na Peloponnés, zbořil město Sikyón a krále Epopea zabil. 
Na zpáteční cestě do Théb porodila Antiopa dva syny, Amfíóna a Zétha, avšak Lykos poručil pohodit je v lese. Druhý den je nalezl pastýř a vzal je na vychování. Antiopa žila bez radosti a trápila se steskem po dětech. Také trpěla špatným zacházením od Lykovy manželky Dirké. Nakládala na ni množství práce, bila ji a trýznila. Zeus k Antiopě vzplál velkou láskou a otevřel její vězení a Antiopa se dala na útěk a dostala se až k pastýři, který zachránil její syny. 
Ovšem Dirké ji vypátrala a nalhala jejím synům všechno nejhorší a nabádala je, aby neznámou vyhnali. Přemlouvala je dokonce k hroznému zločinu: aby tu ženu přivázali k divokému býkovi a usmýkali ji k smrti. Na poslední chvíli pastýř prozradil chlapcům, co se mu zdálo a vyprávěl jim, jak je před léty našel a že nyní se objevila jejich vlastní matka. Amfíón a Zéthos 
si uvědomili, co se mohlo stát a obrátili se proti Dirké a udělali s ní to, co sama radila . Divoký býk ji usmrtil a z její krve vytryskl pramen, který dostal její jméno Dirké. 
Antiopé a její synové se vrátili do Théb. Na domluvu od boha Herma upustili od potrestání krále Lyka, darovali mu život, ale z města ho vyhnali. (Nebo je možné, že ho zbavili vlády a zabili ho, jak to líčí jiná verze příběhu.) Ujali se vlády a dali se do zvelebování města a do stavby bytelných hradeb. 

## Lykos a Héraklés
Argonauti na cestě do Kolchidy navštívili zemi zvanou Mýsie, kde vládl jiný král Lykos. Přijal lodníky pohostinně, na důkaz přátelství dokonce vypravil svého syna Daskyla na odplutí s Iásonovou výpravou, jejímž byl obdivovatelem. Byl přítelem Héraklovým, který pobil divoké Bebryky, když Lykovu zemi přepadli. Zemi věnoval Lykovi, který ji z vděčnosti pojmenoval Hérakleia. 
Jiná verze však líčí Lyka naprosto záporně, zradil prý Hérakla v době jeho výpravy do podsvětí, zajal mu manželku a děti a chtěl je zahubit. Héraklés se však vrátil včas, zachránil svou rodinu a Lyka zabil. 
Tak je i umělecky vyjádřen v těchto dílech: 
- Eurípidova tragédie Héraklés (z doby kolem r. 420 př. n. l.) nebo
- sousoší Antonia Canovy Héraklés zabíjí Lyka (z doby kolem r. 1800, dnes v národním muzeu v Neapoli).